# Ministri degli affari esteri della Romania
Questo elenco comprende i ministri degli affari esteri della Romania e delle sue precedenti entità politiche, a partire dal 1862.

## Lista

### Principato di Romania (1859-1881)
| Ministro       | Ministro                                      | Governo                                 | Mandato           | Mandato           |
| Ministro       | Ministro                                      | Governo                                 | Inizio            | Fine              |
| -------------- | --------------------------------------------- | --------------------------------------- | ----------------- | ----------------- |
| Esteri         |                                               |                                         |                   |                   |
|                | Apostol Arsache (1789-1869)                   | Catargiu                                | 22 gennaio 1862   | 24 giugno 1862    |
|                | Alexandru Cantacuzino (1811-1884)             | Kretzulescu I                           | 24 giugno 1862    | 30 settembre 1862 |
|                | Ioan Grigore Ghica (1830-1881)                | Kretzulescu I                           | 30 settembre 1862 | 17 agosto 1863    |
|                | Nicolae Rosetti-Bălănescu (1827-1881)         | Kretzulescu I                           | 17 agosto 1863    | 11 ottobre 1863   |
| Kogălniceanu   | Nicolae Rosetti-Bălănescu (1827-1881)         | 11 ottobre 1863                         | 26 gennaio 1865   |                   |
| Bosianu        | Nicolae Rosetti-Bălănescu (1827-1881)         | 26 gennaio 1865                         | 14 giugno 1865    |                   |
| Kretzulescu II | Nicolae Rosetti-Bălănescu (1827-1881)         | 14 giugno 1865                          | 2 ottobre 1865    |                   |
| Kretzulescu II |                                               | Grigore Bengescu (1824-1881)            | 2 ottobre 1865    | 3 ottobre 1865    |
| Kretzulescu II |                                               | Savel Manu (ad interim) (1824-1905)     | 3 ottobre 1865    | 17 ottobre 1865   |
| Kretzulescu II |                                               | Alexandru Papadopol-Calimah (1833-1898) | 17 ottobre 1865   | 11 febbraio 1866  |
|                | Ion Ghica (1816-1897)                         | Ghica I                                 | 11 febbraio 1866  | 11 maggio 1866    |
|                | Petre Mavrogheni (1819-1887)                  | Catargiu I                              | 11 maggio 1866    | 15 luglio 1866    |
|                | George Barbu Ştirbei (1828-1925)              | Ghica II                                | 15 luglio 1866    | 1º marzo 1867     |
|                | Ştefan Golescu (1809-1874)                    | Kretzulescu                             | 1º marzo 1867     | 17 agosto 1867    |
|                | Alexandru Teriachiu (1829-1893)               | S. Golescu                              | 17 agosto 1867    | 1º novembre 1867  |
|                | Ştefan Golescu (1809-1874)                    | S. Golescu                              | 1º novembre 1867  | 1º maggio 1868    |
|                | Nicolae Golescu (1810-1877)                   | N. Golescu                              | 1º maggio 1868    | 16 novembre 1868  |
|                | Dimitrie Ghica (1816-1897)                    | Ghica                                   | 16 novembre 1868  | 26 agosto 1869    |
|                | Mihail Kogălniceanu (ad interim) (1817-1891)  | Ghica                                   | 26 agosto 1869    | 28 novembre 1869  |
|                | Nicolae Calimachi-Catargiu (1830-1882)        | Ghica                                   | 28 novembre 1869  | 2 febbraio 1870   |
|                | Alexandru G. Golescu (ad interim) (1819-1881) | A. Golescu                              | 2 febbraio 1870   | 20 aprile 1870    |
|                | Petre P. Carp (1837-1919)                     | Epureanu I                              | 20 aprile 1870    | 18 dicembre 1870  |
|                | Nicolae Calimachi-Catargiu (1830-1882)        | Ghica II                                | 18 dicembre 1870  | 11 marzo 1871     |
|                | Gheorghe Costaforu (1820-1876)                | Catargiu II                             | 11 marzo 1871     | 27 aprile 1873    |
|                | Lascăr Catargiu (ad interim) (1823-1899)      | Catargiu II                             | 27 aprile 1873    | 28 aprile 1873    |
|                | Vasile Boerescu (1830-1883)                   | Catargiu II                             | 28 aprile 1873    | 7 novembre 1875   |
|                | Lascăr Catargiu (ad interim) (1823-1899)      | Catargiu II                             | 7 novembre 1875   | 30 gennaio 1876   |
|                | Ion Bălăceanu (1828-1914)                     | Catargiu II                             | 30 gennaio 1876   | 4 aprile 1876     |
|                | Dimitrie Cornea (1816-1884)                   | Florescu I                              | 4 aprile 1876     | 27 aprile 1876    |
|                | Mihail Kogălniceanu (1817-1891)               | Epureanu II                             | 27 aprile 1876    | 24 luglio 1876    |
|                | Nicolae Ionescu (1820-1905)                   | I.C. Brătianu I                         | 24 luglio 1876    | 25 marzo 1877     |
|                | Ion I. Câmpineanu (ad interim) (1841-1888)    | I.C. Brătianu I                         | 25 marzo 1877     | 3 aprile 1877     |
|                | Mihail Kogălniceanu (1817-1891)               | I.C. Brătianu I                         | 3 aprile 1877     | 25 novembre 1878  |
|                | Ion I. Câmpineanu (1841-1888)                 | I.C. Brătianu II                        | 25 novembre 1878  | 11 luglio 1879    |
|                | Vasile Boerescu (1830-1883)                   | I.C. Brătianu III                       | 11 luglio 1879    | 10 aprile 1881    |

### Regno di Romania (1881-1947)
| Ministro           | Ministro          | Ministro                                             | Partito                                        | Governo                       | Mandato           | Mandato           |
| Ministro           | Ministro          | Ministro                                             | Partito                                        | Governo                       | Inizio            | Fine              |
| ------------------ | ----------------- | ---------------------------------------------------- | ---------------------------------------------- | ----------------------------- | ----------------- | ----------------- |
| Esteri             |                   |                                                      |                                                |                               |                   |                   |
|                    |                   | 'Dumitru Brătianu' (1818-1892)                       | Partito Nazionale Liberale                     | D. Brătianu                   | 10 aprile 1881    | 9 giugno 1881     |
|                    |                   | Eugeniu Stătescu (1836-1905)                         | Partito Nazionale Liberale                     | I.C. Brătianu IV              | 9 giugno 1881     | 1º agosto 1882    |
|                    |                   | Dimitrie Sturdza-Miclăușanu (1833-1914)              | Partito Nazionale Liberale                     | I.C. Brătianu IV              | 1º agosto 1882    | 2 febbraio 1885   |
|                    |                   | Ion I. Câmpineanu (1841-1888)                        | Partito Nazionale Liberale                     | I.C. Brătianu IV              | 2 febbraio 1885   | 28 ottobre 1885   |
|                    |                   | Ion C. Brătianu (ad interim) (1821-1891)             | Partito Nazionale Liberale                     | I.C. Brătianu IV              | 28 ottobre 1885   | 16 dicembre 1885  |
|                    |                   | Mihail Pherekyde (1842-1926)                         | Partito Nazionale Liberale                     | I.C. Brătianu IV              | 16 dicembre 1885  | 22 marzo 1888     |
|                    |                   | Petre P. Carp (1837-1919)                            | Partito Conservatore                           | Rosetti I                     | 22 marzo 1888     | 12 novembre 1888  |
| Rosetti II         | 12 novembre 1888  | Petre P. Carp (1837-1919)                            | Partito Conservatore                           | 29 marzo 1889                 |                   |                   |
|                    |                   | Alexandru Lahovari (1840-1897)                       | Indipendente                                   | Catargiu III                  | 29 marzo 1889     | 5 novembre 1889   |
| Manu               | 5 novembre 1889   | Alexandru Lahovari (1840-1897)                       | Indipendente                                   | 21 febbraio 1891              |                   |                   |
|                    |                   | Constantin Esarcu (1836-1898)                        | Indipendente                                   | Florescu II                   | 21 febbraio 1891  | 27 novembre 1891  |
|                    |                   | Alexandru Lahovari (1840-1897)                       | Indipendente                                   | Catargiu IV                   | 27 novembre 1891  | 4 ottobre 1895    |
|                    |                   | Dimitrie Sturdza-Miclăușanu (1833-1914)              | Partito Nazionale Liberale                     | Sturdza I                     | 4 ottobre 1895    | 21 novembre 1896  |
|                    |                   | Constantin Stoicescu (1852-1911)                     | Partito Nazionale Liberale                     | Aurelian                      | 21 novembre 1896  | 13 marzo 1897     |
|                    |                   | Petre S. Aurelian (ad interim) (1833-1909)           | Partito Nazionale Liberale                     | Aurelian                      | 13 marzo 1897     | 31 marzo 1897     |
|                    |                   | Dimitrie Sturdza-Miclăușanu (1833-1914)              | Partito Nazionale Liberale                     | Sturdza II                    | 31 marzo 1897     | 11 aprile 1899    |
|                    |                   | Ion Lahovari (1844-1915)                             | Partito Conservatore                           | Cantacuzino I                 | 11 aprile 1899    | 7 luglio 1900     |
|                    |                   | Alexandru Marghiloman (1854-1925)                    | Partito Conservatore                           | Carp I                        | 7 luglio 1900     | 14 febbraio 1901  |
|                    |                   | Dimitrie Sturdza-Miclăușanu (1833-1914)              | Partito Nazionale Liberale                     | Sturdza III                   | 14 febbraio 1901  | 9 gennaio 1902    |
|                    |                   | Ion I. C. Brătianu (1864-1927)                       | Partito Nazionale Liberale                     | Sturdza III                   | 9 gennaio 1902    | 12 dicembre 1904  |
|                    |                   | Dimitrie Sturdza-Miclăușanu (ad interim) (1833-1914) | Partito Nazionale Liberale                     | Sturdza III                   | 12 dicembre 1904  | 22 dicembre 1904  |
|                    |                   | Iacob Lahovari (1846-1907)                           | Indipendente                                   | Cantacuzino I                 | 22 dicembre 1904  | 9 febbraio 1907 † |
|                    |                   | Ion Lahovari (1844-1915)                             | Partito Conservatore                           | Cantacuzino I                 | 9 febbraio 1907   | 12 marzo 1907     |
|                    |                   | Dimitrie Sturdza-Miclăușanu (1833-1914)              | Partito Nazionale Liberale                     | Sturdza IV                    | 12 marzo 1907     | 27 dicembre 1908  |
|                    |                   | Ion I. C. Brătianu (1864-1927)                       | Partito Nazionale Liberale                     | I.I.C. Brătianu I             | 27 dicembre 1908  | 4 marzo 1909      |
| I.I.C. Brătianu II | 4 marzo 1909      | Ion I. C. Brătianu (1864-1927)                       | Partito Nazionale Liberale                     | 1º novembre 1909              |                   |                   |
| I.I.C. Brătianu II |                   |                                                      | Alexandru Djuvara (1858-1913)                  | Indipendente                  | 1º novembre 1909  | 29 dicembre 1910  |
|                    |                   | Titu Maiorescu (1840-1917)                           | Partito Conservatore                           | Carp II                       | 29 dicembre 1910  | 28 marzo 1912     |
| Maiorescu I        | 28 marzo 1912     | Titu Maiorescu (1840-1917)                           | Partito Conservatore                           | 14 ottobre 1912               |                   |                   |
| Maiorescu II       | 14 ottobre 1912   | Titu Maiorescu (1840-1917)                           | Partito Conservatore                           | 4 gennaio 1914                |                   |                   |
|                    |                   | Emanoil Porumbaru (1845-1921)                        | Indipendente                                   | I.I.C. Brătianu III           | 4 gennaio 1914    | 8 dicembre 1916   |
|                    |                   | Ion I. C. Brătianu (1864-1927)                       | Partito Nazionale Liberale                     | I.I.C. Brătianu III           | 8 dicembre 1916   | 11 dicembre 1916  |
| I.I.C. Brătianu IV | 11 dicembre 1916  | Ion I. C. Brătianu (1864-1927)                       | Partito Nazionale Liberale                     | 29 gennaio 1918               |                   |                   |
|                    |                   | Alexandru Averescu (ad interim) (1859-1938)          | Indipendente                                   | Averescu I                    | 29 gennaio 1918   | 5 marzo 1918      |
|                    |                   | Constantin C. Arion (1855-1923)                      | Partito Nazionale Liberale                     | Marghiloman                   | 5 marzo 1918      | 24 ottobre 1918   |
|                    |                   | Constantin Coandă (1857-1932)                        | Partito Popolare                               | Coandă                        | 24 ottobre 1918   | 29 novembre 1918  |
|                    |                   | Ion I. C. Brătianu (1864-1927)                       | Partito Nazionale Liberale                     | I.I.C. Brătianu V             | 29 novembre 1918  | 27 settembre 1919 |
|                    |                   | Arthur Văitoianu (ad interim) (1864-1956)            | Indipendente                                   | Văitoianu                     | 27 settembre 1919 | 15 ottobre 1919   |
|                    |                   | Nicolae Mișu (1858-1924)                             | Indipendente                                   | Văitoianu                     | 15 ottobre 1919   | 1º dicembre 1919  |
|                    |                   | Alexandru Vaida-Voevod (1872-1950)                   | Partito Nazionale Rumeno                       | Vaida-Voevod I                | 1º dicembre 1919  | 13 marzo 1920     |
|                    |                   | Duiliu Zamfirescu (1858-1922)                        | Partito Popolare                               | Averescu II                   | 13 marzo 1920     | 13 giugno 1920    |
|                    |                   | Take Ionescu (1858-1922)                             | Partito Conservatore-Democratico               | Averescu II                   | 13 giugno 1920    | 17 dicembre 1921  |
|                    |                   | Gheorghe Derussi (1870-1931)                         | Partito Conservatore-Democratico               | Ionescu                       | 17 dicembre 1921  | 19 gennaio 1922   |
|                    |                   | Ion Duca (1879-1933)                                 | Partito Nazionale Liberale                     | I.I.C. Brătianu VI            | 19 gennaio 1922   | 30 marzo 1926     |
|                    |                   | Ion Mitilineu (1868-1946)                            | Indipendente                                   | Averescu III                  | 30 marzo 1926     | 4 giugno 1927     |
|                    |                   | Barbu Știrbey (ad interim) (1872-1946)               | Partito Nazionale Liberale                     | Știrbey                       | 4 giugno 1927     | 21 giugno 1927    |
|                    |                   | Ion I. C. Brătianu (1864-1927)                       | Partito Nazionale Liberale                     | I.I.C. Brătianu VII           | 21 giugno 1927    | 6 luglio 1927     |
|                    |                   | Nicolae Titulescu (1882-1941)                        | Partito Nazionale Contadino                    | I.I.C. Brătianu VII           | 6 luglio 1927     | 24 novembre 1927  |
| V. Brătianu        | 24 novembre 1927  | Nicolae Titulescu (1882-1941)                        | Partito Nazionale Contadino                    | 3 agosto 1928                 |                   |                   |
| V. Brătianu        |                   |                                                      | Constantin Argetoianu (ad interim) (1871-1955) | Partito Nazionale Liberale    | 3 agosto 1928     | 10 novembre 1928  |
|                    |                   | Gheorghe Mironescu (1874-1949)                       | Partito Nazionale Contadino                    | Maniu I                       | 10 novembre 1928  | 7 giugno 1930     |
| Mironescu I        | 7 giugno 1930     | Gheorghe Mironescu (1874-1949)                       | Partito Nazionale Contadino                    | 13 giugno 1930                |                   |                   |
| Maniu II           | 13 giugno 1930    | Gheorghe Mironescu (1874-1949)                       | Partito Nazionale Contadino                    | 10 ottobre 1930               |                   |                   |
| Mironescu II       | 10 ottobre 1930   | Gheorghe Mironescu (1874-1949)                       | Partito Nazionale Contadino                    | 18 aprile 1931                |                   |                   |
|                    |                   | Constantin Argetoianu (ad interim) (1871-1955)       | Partito Nazionale Liberale                     | Iorga                         | 18 aprile 1931    | 27 aprile 1931    |
|                    |                   | Dimitrie I. Ghica (1875-1967)                        | Indipendente                                   | Iorga                         | 27 aprile 1931    | 6 giugno 1932     |
|                    |                   | Alexandru Vaida-Voevod (1872-1950)                   | Partito Nazionale Contadino                    | Vaida-Voevod II               | 6 giugno 1932     | 11 agosto 1932    |
| Vaida-Voevod III   | 11 agosto 1932    | Alexandru Vaida-Voevod (1872-1950)                   | Partito Nazionale Contadino                    | 20 ottobre 1932               |                   |                   |
|                    |                   | Nicolae Titulescu (1882-1941)                        | Partito Nazionale Contadino                    | Maniu III                     | 20 ottobre 1932   | 14 gennaio 1933   |
| Vaida-Voevod IV    | 14 gennaio 1933   | Nicolae Titulescu (1882-1941)                        | Partito Nazionale Contadino                    | 14 novembre 1933              |                   |                   |
| Duca               | 14 novembre 1933  | Nicolae Titulescu (1882-1941)                        | Partito Nazionale Contadino                    | 30 dicembre 1933              |                   |                   |
| Angelescu          | 30 dicembre 1933  | Nicolae Titulescu (1882-1941)                        | Partito Nazionale Contadino                    | 10 gennaio 1934               |                   |                   |
| Tătărescu I        | 10 gennaio 1934   | Nicolae Titulescu (1882-1941)                        | Partito Nazionale Contadino                    | 2 ottobre 1934                |                   |                   |
|                    |                   | Gheorghe Tătărescu (ad interim) (1886-1957)          | Partito Nazionale Liberale                     | Tătărescu II                  | 2 ottobre 1934    | 10 ottobre 1934   |
|                    |                   | Nicolae Titulescu (1882-1941)                        | Partito Nazionale Contadino                    | Tătărescu II                  | 10 ottobre 1934   | 29 agosto 1936    |
|                    |                   | Victor Antonescu (1871-1947)                         | Indipendente                                   | Tătărescu III                 | 29 agosto 1936    | 17 novembre 1937  |
| Tătărescu IV       | 17 novembre 1937  | Victor Antonescu (1871-1947)                         | Indipendente                                   | 29 dicembre 1937              |                   |                   |
|                    |                   | Istrate Micescu (1881-1951)                          | Partito Nazionale Liberale                     | Goga                          | 29 dicembre 1937  | 10 febbraio 1938  |
| Affari esteri      |                   |                                                      |                                                |                               |                   |                   |
|                    |                   | Gheorghe Tătărescu (ad interim) (1886-1957)          | Partito Nazionale Liberale                     | Cristea I                     | 10 febbraio 1938  | 31 marzo 1938     |
|                    |                   | Nicolae Petrescu-Comnen (1881-1958)                  | Partito Nazionale Liberale                     | Cristea II                    | 31 marzo 1938     | 23 dicembre 1938  |
|                    |                   | Grigore Gafencu (1892-1957)                          | Fronte di Rinascita Nazionale                  | Cristea II                    | 23 dicembre 1938  | 1º febbraio 1939  |
| Cristea III        | 1º febbraio 1939  | Grigore Gafencu (1892-1957)                          | Fronte di Rinascita Nazionale                  | 7 marzo 1939                  |                   |                   |
| Călinescu          | 7 marzo 1939      | Grigore Gafencu (1892-1957)                          | Fronte di Rinascita Nazionale                  | 21 settembre 1939             |                   |                   |
| Argeșanu           | 21 settembre 1939 | Grigore Gafencu (1892-1957)                          | Fronte di Rinascita Nazionale                  | 28 settembre 1939             |                   |                   |
| Argetoianu         | 28 settembre 1939 | Grigore Gafencu (1892-1957)                          | Fronte di Rinascita Nazionale                  | 24 novembre 1939              |                   |                   |
| Tătărescu V        | 24 novembre 1939  | Grigore Gafencu (1892-1957)                          | Fronte di Rinascita Nazionale                  | 11 maggio 1940                |                   |                   |
| Tătărescu VI       | 11 maggio 1940    | Grigore Gafencu (1892-1957)                          | Fronte di Rinascita Nazionale                  | 1º giugno 1940                |                   |                   |
| Tătărescu VI       |                   |                                                      | Ion Gigurtu (1886-1959)                        | Fronte di Rinascita Nazionale | 1º giugno 1940    | 28 giugno 1940    |
| Tătărescu VI       |                   |                                                      | Constantin Argetoianu (1871-1955)              | Partito della Nazione         | 28 giugno 1940    | 4 luglio 1940     |
| Esteri             |                   |                                                      |                                                |                               |                   |                   |
|                    |                   | Mihail Manoilescu (1891-1950)                        | Guardia di Ferro                               | Gigurtu                       | 4 luglio 1940     | 4 settembre 1940  |
| Antonescu I        | 4 settembre 1940  | Mihail Manoilescu (1891-1950)                        | Guardia di Ferro                               | 14 settembre 1940             |                   |                   |
| Affari esteri      |                   |                                                      |                                                |                               |                   |                   |
|                    |                   | Mihail R. Sturdza (1886-1980)                        | Guardia di Ferro                               | Antonescu II                  | 14 settembre 1940 | 20 gennaio 1941   |
|                    |                   | Ion Antonescu (1882-1946)                            | Indipendente                                   | Antonescu II                  | 20 gennaio 1941   | 27 gennaio 1941   |
| Antonescu III      | 27 gennaio 1941   | Ion Antonescu (1882-1946)                            | Indipendente                                   | 29 giugno 1941                |                   |                   |
| Antonescu III      |                   |                                                      | Mihai Antonescu (1904-1946)                    | Indipendente                  | 29 giugno 1941    | 23 agosto 1944    |
|                    |                   | Grigore Niculescu-Buzești (1908-1949)                | Indipendente                                   | Sănătescu I                   | 23 agosto 1944    | 4 novembre 1944   |
|                    |                   | Constantin Vișoianu (1897-1994)                      | Indipendente                                   | Sănătescu II                  | 4 novembre 1944   | 6 dicembre 1944   |
| Radescu            | 6 dicembre 1944   | Constantin Vișoianu (1897-1994)                      | Indipendente                                   | 6 marzo 1945                  |                   |                   |
|                    |                   | Gheorghe Tătărescu (1886-1957)                       | Partito Nazionale Liberale–Tătărescu           | Groza I                       | 6 marzo 1945      | 1º dicembre 1946  |
| Groza II           | 1º dicembre 1946  | Gheorghe Tătărescu (1886-1957)                       | Partito Nazionale Liberale–Tătărescu           | 5 novembre 1947               |                   |                   |
| Groza II           |                   |                                                      | Ana Pauker (1893-1960)                         | Partito Comunista Rumeno      | 5 novembre 1947   | 30 dicembre 1947  |

### Repubblica Socialista di Romania (1947-1989)
| Ministro         | Ministro         | Ministro                      | Partito                         | Governo                  | Mandato          | Mandato          |
| Ministro         | Ministro         | Ministro                      | Partito                         | Governo                  | Inizio           | Fine             |
| ---------------- | ---------------- | ----------------------------- | ------------------------------- | ------------------------ | ---------------- | ---------------- |
| Esteri           |                  |                               |                                 |                          |                  |                  |
|                  |                  | Ana Pauker (1893-1960)        | Partito Comunista Rumeno        | Groza III                | 30 dicembre 1947 | 15 aprile 1948   |
| Groza IV         | 15 aprile 1948   | Ana Pauker (1893-1960)        | Partito Comunista Rumeno        | 2 giugno 1952            |                  |                  |
| Gheorghiu-Dej I  | 2 giugno 1952    | Ana Pauker (1893-1960)        | Partito Comunista Rumeno        | 10 luglio 1952           |                  |                  |
| Gheorghiu-Dej I  |                  |                               | Simion Bughici (1914-1997)      | Partito Comunista Rumeno | 10 luglio 1952   | 28 gennaio 1953  |
| Gheorghiu-Dej II | 28 gennaio 1953  | 4 ottobre 1955                | Simion Bughici (1914-1997)      | Partito Comunista Rumeno |                  |                  |
| Affari esteri    |                  |                               |                                 |                          |                  |                  |
|                  |                  | Grigore Preoteasa (1915-1957) | Partito Comunista Rumeno        | Stoica I                 | 4 ottobre 1955   | 20 marzo 1957    |
| Stoica II        | 20 marzo 1957    | Grigore Preoteasa (1915-1957) | Partito Comunista Rumeno        | 15 luglio 1957           |                  |                  |
| Stoica II        |                  |                               | Ion Gheorghe Maurer (1902-2000) | Partito Comunista Rumeno | 15 luglio 1957   | 23 gennaio 1958  |
| Stoica II        |                  |                               | Avram Bunaciu (1909-1983)       | Partito Comunista Rumeno | 23 gennaio 1958  | 21 marzo 1961    |
| Esteri           |                  |                               |                                 |                          |                  |                  |
|                  |                  | Corneliu Mănescu (1916-2000)  | Partito Comunista Rumeno        | Maurer I                 | 21 marzo 1961    | 18 marzo 1965    |
| Maurer II        | 18 marzo 1965    | Corneliu Mănescu (1916-2000)  | Partito Comunista Rumeno        | 21 agosto 1965           |                  |                  |
| Maurer III       | 21 agosto 1965   | Corneliu Mănescu (1916-2000)  | Partito Comunista Rumeno        | 9 dicembre 1967          |                  |                  |
| Maurer IV        | 9 dicembre 1967  | Corneliu Mănescu (1916-2000)  | Partito Comunista Rumeno        | 13 marzo 1969            |                  |                  |
| Maurer V         | 13 marzo 1969    | Corneliu Mănescu (1916-2000)  | Partito Comunista Rumeno        | 23 ottobre 1972          |                  |                  |
| Maurer V         |                  |                               | George Macovescu (1913-2002)    | Partito Comunista Rumeno | 23 ottobre 1972  | 27 febbraio 1974 |
| Mănescu I        | 27 febbraio 1974 | 18 marzo 1975                 | George Macovescu (1913-2002)    | Partito Comunista Rumeno |                  |                  |
| Mănescu II       | 18 marzo 1975    | 23 marzo 1978                 | George Macovescu (1913-2002)    | Partito Comunista Rumeno |                  |                  |
| Mănescu II       |                  |                               | Ștefan Andrei (1931-2014)       | Partito Comunista Rumeno | 23 marzo 1978    | 30 marzo 1979    |
| Verdeț I         | 30 marzo 1979    | 29 marzo 1980                 | Ștefan Andrei (1931-2014)       | Partito Comunista Rumeno |                  |                  |
| Verdeț II        | 29 marzo 1980    | 21 maggio 1982                | Ștefan Andrei (1931-2014)       | Partito Comunista Rumeno |                  |                  |
| Dăscălescu I     | 21 maggio 1982   | 29 marzo 1985                 | Ștefan Andrei (1931-2014)       | Partito Comunista Rumeno |                  |                  |
| Dăscălescu II    | 29 marzo 1985    | 8 novembre 1985               | Ștefan Andrei (1931-2014)       | Partito Comunista Rumeno |                  |                  |
| Dăscălescu II    |                  |                               | Ilie Văduva (1934-1998)         | Partito Comunista Rumeno | 8 novembre 1985  | 26 agosto 1986   |
| Dăscălescu II    |                  |                               | Ioan Totu (1931-1992)           | Partito Comunista Rumeno | 26 agosto 1986   | 2 novembre 1989  |
| Dăscălescu II    |                  |                               | Ion Stoian (1927-2012)          | Partito Comunista Rumeno | 2 novembre 1989  | 26 dicembre 1989 |

### Romania (1989-presente)
| Ministro      | Ministro         | Ministro                                    | Partito | Governo                                 | Mandato          | Mandato          | Leg.             |
| Ministro      | Ministro         | Ministro                                    | Partito | Governo                                 | Inizio           | Fine             | Leg.             |
| ------------- | ---------------- | ------------------------------------------- | --- | --------------------------------------- | ---------------- | ---------------- | ---------------- |
| Affari esteri |                  |                                             | |                                         |                  |                  |                  |
|               |                  | Sergiu Celac (1939)                         | Fronte di Salvezza Nazionale                                                                                 | Roman I                                 | 26 dicembre 1989 | 28 giugno 1990   | Provvisoria      |
|               |                  | Adrian Năstase (1950)                       | Fronte di Salvezza Nazionale                                                                                 | Roman II                                | 28 giugno 1990   | 30 aprile 1991   | I                |
| Roman III     | 30 aprile 1991   | Adrian Năstase (1950)                       | Fronte di Salvezza Nazionale                                                                                 | 16 ottobre 1991                         |                  |                  | I                |
| Stolojan      | 16 ottobre 1991  | Adrian Năstase (1950)                       | Fronte di Salvezza Nazionale                                                                                 | 19 novembre 1992                        |                  |                  | I                |
|               |                  | Teodor Meleșcanu (1941)                     | Fronte Democratico di Salvezza Nazionale (1992-1993) Partito della Democrazia Sociale di Romania (1993-1996) | Văcăroiu                                | 19 novembre 1992 | 12 dicembre 1996 | II               |
|               |                  | Adrian Severin (1954)                       | Partito Democratico                                                                                          | Ciorbea                                 | 12 dicembre 1996 | 29 dicembre 1997 | III              |
|               |                  | Andrei Pleșu (1948)                         | Indipendente                                                                                                 | Ciorbea                                 | 29 dicembre 1997 | 17 aprile 1998   | III              |
| Vasile        | 17 aprile 1998   | Andrei Pleșu (1948)                         | Indipendente                                                                                                 | 22 dicembre 1999                        |                  |                  | III              |
|               |                  | Petre Roman (1946)                          | Partito Democratico                                                                                          | Isărescu                                | 22 dicembre 1999 | 28 dicembre 2000 | III              |
|               |                  | Mircea Geoană (1958)                        | Partito della Democrazia Sociale di Romania (2000-2001) Partito Social Democratico (2001-2004)               | Năstase                                 | 28 dicembre 2000 | 29 dicembre 2004 | IV               |
|               |                  | Mihai Răzvan Ungureanu (1968)               | Partito Nazionale Liberale                                                                                   | Tăriceanu I                             | 29 dicembre 2004 | 12 marzo 2007    | V                |
|               |                  | Călin Popescu Tăriceanu (ad interim) (1952) | Partito Nazionale Liberale                                                                                   | Tăriceanu I                             | 12 marzo 2007    | 5 aprile 2007    | V                |
|               |                  | Adrian Cioroianu (1967)                     | Partito Nazionale Liberale                                                                                   | Tăriceanu II                            | 5 aprile 2007    | 11 aprile 2008   | V                |
|               |                  | Lazăr Comănescu (1949)                      | Indipendente                                                                                                 | Tăriceanu II                            | 14 aprile 2008   | 22 dicembre 2008 | V                |
|               |                  | Cristian Diaconescu (1959)                  | Partito Social Democratico                                                                                   | Boc I                                   | 22 dicembre 2008 | 1 ottobre 2009   | VI               |
|               |                  | Cătălin Predoiu (ad interim) (1968)         | Indipendente                                                                                                 | Boc I                                   | 2 ottobre 2009   | 23 dicembre 2009 | VI               |
|               |                  | Teodor Baconschi (1963)                     | Partito Democratico Liberale                                                                                 | Boc II                                  | 23 dicembre 2009 | 23 gennaio 2012  | VI               |
|               |                  | Cristian Diaconescu (1959)                  | Unione Nazionale per il Progresso della Romania                                                              | Boc II                                  | 24 gennaio 2012  | 9 febbraio 2012  | VI               |
| Ungureanu     | 9 febbraio 2012  | Cristian Diaconescu (1959)                  | Unione Nazionale per il Progresso della Romania                                                              | 7 maggio 2012                           |                  |                  | VI               |
|               |                  | Andrei Marga (1946)                         | Partito Nazionale Liberale                                                                                   | Ponta I                                 | 7 maggio 2012    | 6 agosto 2012    | VI               |
|               |                  | Titus Corlățean (1968)                      | Partito Social Democratico                                                                                   | Ponta I                                 | 6 agosto 2012    | 21 dicembre 2012 | VI               |
| Ponta II      | 21 dicembre 2012 | Titus Corlățean (1968)                      | Partito Social Democratico                                                                                   | 5 marzo 2014                            | VII              |                  |                  |
| Ponta III     | 5 marzo 2014     | Titus Corlățean (1968)                      | Partito Social Democratico                                                                                   | 10 novembre 2014                        | VII              |                  |                  |
| Ponta III     |                  |                                             | Teodor Meleșcanu (1941)                                                                                      | Indipendente                            | VII              | 10 novembre 2014 | 18 novembre 2014 |
| Ponta III     |                  |                                             | Bogdan Aurescu (1973)                                                                                        | Indipendente                            | VII              | 18 novembre 2014 | 17 dicembre 2014 |
| Ponta IV      | 17 dicembre 2014 | 17 novembre 2015                            | Bogdan Aurescu (1973)                                                                                        | Indipendente                            | VII              |                  |                  |
|               |                  | Lazăr Comănescu (1949)                      | Indipendente                                                                                                 | Cioloș                                  | VII              | 17 novembre 2015 | 4 gennaio 2017   |
|               |                  | Teodor Meleșcanu (1941)                     | Alleanza dei Liberali e dei Democratici                                                                      | Grindeanu                               | 4 gennaio 2017   | 29 giugno 2017   | VIII             |
| Tudose        | 29 giugno 2017   | Teodor Meleșcanu (1941)                     | Alleanza dei Liberali e dei Democratici                                                                      | 29 gennaio 2018                         |                  |                  | VIII             |
| Dăncilă       | 29 gennaio 2018  | Teodor Meleșcanu (1941)                     | Alleanza dei Liberali e dei Democratici                                                                      | 15 luglio 2019                          |                  |                  | VIII             |
| Dăncilă       |                  |                                             | Ramona Mănescu (1972)                                                                                        | Alleanza dei Liberali e dei Democratici | 24 luglio 2019   | 4 novembre 2019  | VIII             |
|               |                  | Bogdan Aurescu (1973)                       | Indipendente                                                                                                 | Orban I                                 | 4 novembre 2019  | 14 marzo 2020    | VIII             |
| Orban II      | 14 marzo 2020    | Bogdan Aurescu (1973)                       | Indipendente                                                                                                 | 23 dicembre 2020                        |                  |                  | VIII             |
| Cîțu          | 23 dicembre 2020 | Bogdan Aurescu (1973)                       | Indipendente                                                                                                 | 25 novembre 2021                        | IX               |                  |                  |
| Ciucă         | 25 novembre 2021 | Bogdan Aurescu (1973)                       | Indipendente                                                                                                 | 15 giugno 2023                          | IX               |                  |                  |
|               |                  | Luminița Odobescu (1969)                    | Partito Nazionale Liberale                                                                                   | Ciolacu I                               | IX               | 15 giugno 2023   | 23 dicembre 2024 |
|               |                  | Emil Hurezeanu (1955)                       | Partito Nazionale Liberale                                                                                   | Ciolacu II                              | 23 dicembre 2024 | in carica        | X                |

### Esplicative
1. 1 2 3 4 5 6 7 8 9 10 11 12 13  Ricopre anche la carica di Presidente del Consiglio dei ministri.
2. ↑  Ad interim fino al 13 novembre 1867, ricopre anche le cariche di Presidente del Consiglio dei ministri e, fino al 13 novembre 1867, di Ministro degli affari interni.
3. ↑  Ricopre anche la carica di Ministro degli affari interni.
4. 1 2 3 4 5 6 7  Ricopre anche le cariche di Presidente del Consiglio dei ministri e di Ministro degli affari interni.
5. ↑  Ricopre anche la carica di Ministro della giustizia.
6. ↑  Ricopre anche le cariche di Presidente del Consiglio dei ministri e di Ministro dell'agricoltura, dell'industria, del commercio e della proprietà.
7. ↑  Ad interim fino al 18 luglio 1902, ricopre anche la carica di Ministro dei lavori pubblici fino alla medesima data.
8. ↑  Ricopre anche le cariche di Presidente del Consiglio dei ministri e di Ministro della guerra.
9. ↑  Ad interim fino al 26 febbraio 1907, ricopre anche la carica di Ministro dell'agricoltura, dell'industria, del commercio e della proprietà.
10. ↑  Ricopre anche la carica di Presidente del Consiglio dei ministri dal 28 marzo 1912.
11. ↑  Ricopre anche la carica di Vicepresidente del Consiglio dei ministri.
12. ↑  Ricopre anche le cariche di Presidente del Consiglio dei ministri e, fino al 16 dicembre 1919, di Ministro degli affari interni.
13. ↑  Ricopre anche la carica di Ministro dell'agricoltura e della proprietà.
14. ↑  Ricopre anche la carica di Presidente del Consiglio dei ministri dal 7 al 13 giugno 1930 e dal 10 ottobre 1930.
15. ↑  Ricopre anche la carica di Ministro delle finanze.
16. ↑  Ad interim fino all'11 agosto 1932, ricopre anche le cariche di Presidente del Consiglio dei ministri e, fino alla stessa data, di Ministro degli affari interni.
17. ↑  Ricopre anche le cariche di Presidente del Consiglio dei ministri e di Ministro degli armamenti.
18. ↑  Ricopre anche la carica di Ministro di Stato ad interim.
19. ↑  Ricopre anche le cariche di consigliere reale e di Presidente del Senato.
20. ↑  Dal 7 marzo 1939.
21. ↑  Dal 4 settembre 1940.
22. 1 2 3  Come Ministro Segretario di Stato presso il dipartimento degli affari esteri.
23. 1 2  Ricopre anche la carica di Vicepresidente del Consiglio dei ministri.
24. ↑  Ricopre anche la carica di Vicepresidente del Consiglio dei ministri dal 16 aprile 1948.
25. 1 2 3  Ricopre anche la carica di Ministro di Stato.
26. ↑  Ricopre anche la carica di Ministro della giustizia e della libertà dei cittadini.